# Brygida Helbig
Brygida Helbig, właściwie Brigitta Helbig-Mischewski (ur. 12 listopada 1963 w Szczecinie) – polska literaturoznawczyni, nauczycielka akademicka i pisarka. Zainteresowania naukowe: literaturoznawstwo (specjalność: literatura i kultura polska), slawistyka, germanistyka, komparatystyka, krytyka literacka, gender, asymilacja kulturowa i komunikacja międzykulturowa. Jako autorka mieszkająca od 1983 w Niemczech pisze w języku polskim i niemieckim.

## Życiorys
Jej przodkami od strony ojca byli Niemcy galicyjscy, którzy przed 1940 mieszkali w Steinfels i Bandrowie. Po maturze w II Liceum Ogólnokształcącym w Szczecinie rozpoczęła studiowanie polonistyki na Wyższej Szkole Pedagogicznej w Szczecinie. W listopadzie 1983 roku wyemigrowała do Niemiec i kontynuowała studia (slawistyka i germanistyka) na Uniwersytecie Ruhry w Bochum. Studia ukończyła w 1990 roku z tytułem magistra na podstawie pracy dyplomowej „Pałuba” Karola Irzykowskiego – Konstrukcja i psychologiczna koncepcja powieści. W 1991 roku otrzymała stypendium promocyjne od Fundacji Stypendialnej Katolickich Biskupów Niemieckich „Cusanuswerk” na realizację projektu doktorskiego i uzyskała w grudniu 1994 roku na podstawie rozprawy dotyczącej analizy ruchu kulturowego New Age. Rozprawę pisała u prof. Marii Janion. Stopień doktora nauk humanistycznych uzyskała na uniwersytecie w Bochum.
W grudniu 1994 roku przeprowadziła się do Berlina i została pracownikiem naukowym, później asystentem profesora, Instytutu Slawistyki Uniwersytetu Humboldtów. Habilitowała się rozprawą habilitacyjną dotyczącą twórczości oraz osobowości Marii Komornickiej uzyskując 7 lipca 2004 stopień naukowy doktor habilitowanej nauk humanistycznych na Uniwersytecie Humboldtów. Od 2005 roku wykładała jako Privatdozentin na Uniwersytecie Humboldtów, zaś podczas semestru zimowego 2006/07 oraz semestru letniego 2007 na Uniwersytecie Karola w Pradze. Od 2008 do 2013 roku była profesor wizytującą na Wydziale Filologicznym Uniwersytetu Szczecińskiego.
Od października 2013 roku jest profesorem Polsko-Niemieckiego Instytutu Badawczego w Collegium Polonicum w Słubicach. W październiku 2014 została przewodniczącą Rady Programowej Uniwersytetu Trzech Pokoleń (UTP) w Berlinie. Od 2018 jest autorką felietonów radiowego gatunku feature w rozgłośni WDR-COSMO.

## Nagrody i nominacje
W okresie 1991–1994 otrzymywała stypendium promocyjne od Fundacji Stypendialnej Katolickich Biskupów Niemieckich „Cusanuswerk” w Bonn w celu realizacji przewodu doktorskiego. W 2011 roku otrzymała fundację Ministerstwa Kultury i Dziedzictwa Narodowego oraz została wyróżniona nagrodą naukową rektora Uniwersytetu Szczecińskiego za 565-stronicową monografię o Marii Komornickiej.
Została dwukrotne nominowana do Nagrody Literackiej Nike: w 2012 za zbiór opowiadań Enerdowce i inne ludzie oraz w 2014 za powieść Niebko (finał Nagrody). Finalistka Nagrody Literackiej Gryfia 2012 za Enerdowce i inne ludzie.
Za powieść Niebko została w 2013 roku nominowana w Katowicach do Śląskiego Wawrzynu Literackiego oraz otrzymała 2 kwietnia 2016 w Wiedniu Złotą Sowę Polonii w kategorii „Literatura”. Fundacja Współpracy Polsko-Niemieckiej w Berlinie oraz Stowarzyszenie Willa Decjusza w Krakowie przyznały jej granty w celu realizacji projektów naukowych. W 2017 nominowana do Nagrody Literackiej m.st. Warszawy za powieść Inna od siebie.
Brygida Helbig otrzymała w 2025 Stypendium Literackie Miasta Szczecina przyznane przez Niemieckie Forum Kultury Europy Środkowej i Wschodniej w Poczdamie.

## Publikacje
tomiki wierszy:
- Wiersze Jaśminy. Berlin 1997
- Hilfe. Wydawnictwo Forma, Szczecin 2010

zbiory opowiadań:
- Enerdowce i inne ludzie, czyli jak nie zostałem bohaterem. Wydawnictwo Forma, Szczecin 2011 i 2014
  - w jęz. niemieckim: Ossis und andere Leute. freiraum-verlag, Greifswald 2015, ISBN 978-3-943672-71-8.

powieści:
- Pałówa. Gdańsk 2000
- Anioły i świnie. W Berlinie!!. Wydawnictwo Forma, Szczecin 2005
  - w jęz. niemieckim: Engel und Schweine. freiraum-verlag, Greifswald 2016, ISBN 978-3-943672-91-6.
- Niebko. Wydawnictwo W.A.B., Warszawa 2013
  - w jęz. niemieckim: Kleine Himmel. Klak Verlag, Berlin 2019, ISBN 978-3-948156-07-7.
- Inna od siebie. Wydawnictwo W.A.B., Warszawa 2016, ISBN 978-83-280-2137-2.
- z Justiną Helbig (córka): W imię matki i córki. Wydawnictwo W.A.B., Warszawa 2025, ISBN 978-83-8387-609-2.

literaturoznawstwo:
- „Pałuba” Karola Irzykowskiego – Konstrukcja i psychologiczna koncepcja powieści. (praca magisterska), Ruhr-Universität, Bochum 1990.
- New-Age-Diskurs in der polnischen Literaturwissenschaft und Literaturkritik der 70er und 80er Jahre (w języku polskim: Dyskurs New Age w polskim literaturoznawstwie i krytyce literackiej lat 70-tych 80-tych). (praca doktorska), Verlag Otto Sagner, München 1995, ISBN 978-3-87690-611-9.
- Strącona bogini. Rzecz o Marii Komornickiej. (rozprawa habilitacyjna 2004), Universitas, Kraków 2010, ISBN 978-83-242-0823-4.

## Adaptacje teatralne
- z Janiną Szarek (reżyseria): Pfannkuchen, Schweine, Heiligenscheine, Teatr Studio am Salzufer w Berlinie 2014 oraz Teatr Współczesny w Szczecinie 2014 według Anioły i świnie. W Berlinie!!. Sztuka została również wystawiona w czerwcu 2015 na festiwalu teatralnym Unithea w Słubicach[12].